# Cyanopepla buckleyi
Cyanopepla buckleyi är en fjärilsart som beskrevs av Druce 1883. Cyanopepla buckleyi ingår i släktet Cyanopepla och familjen björnspinnare. Inga underarter finns listade i Catalogue of Life.